# Walewale

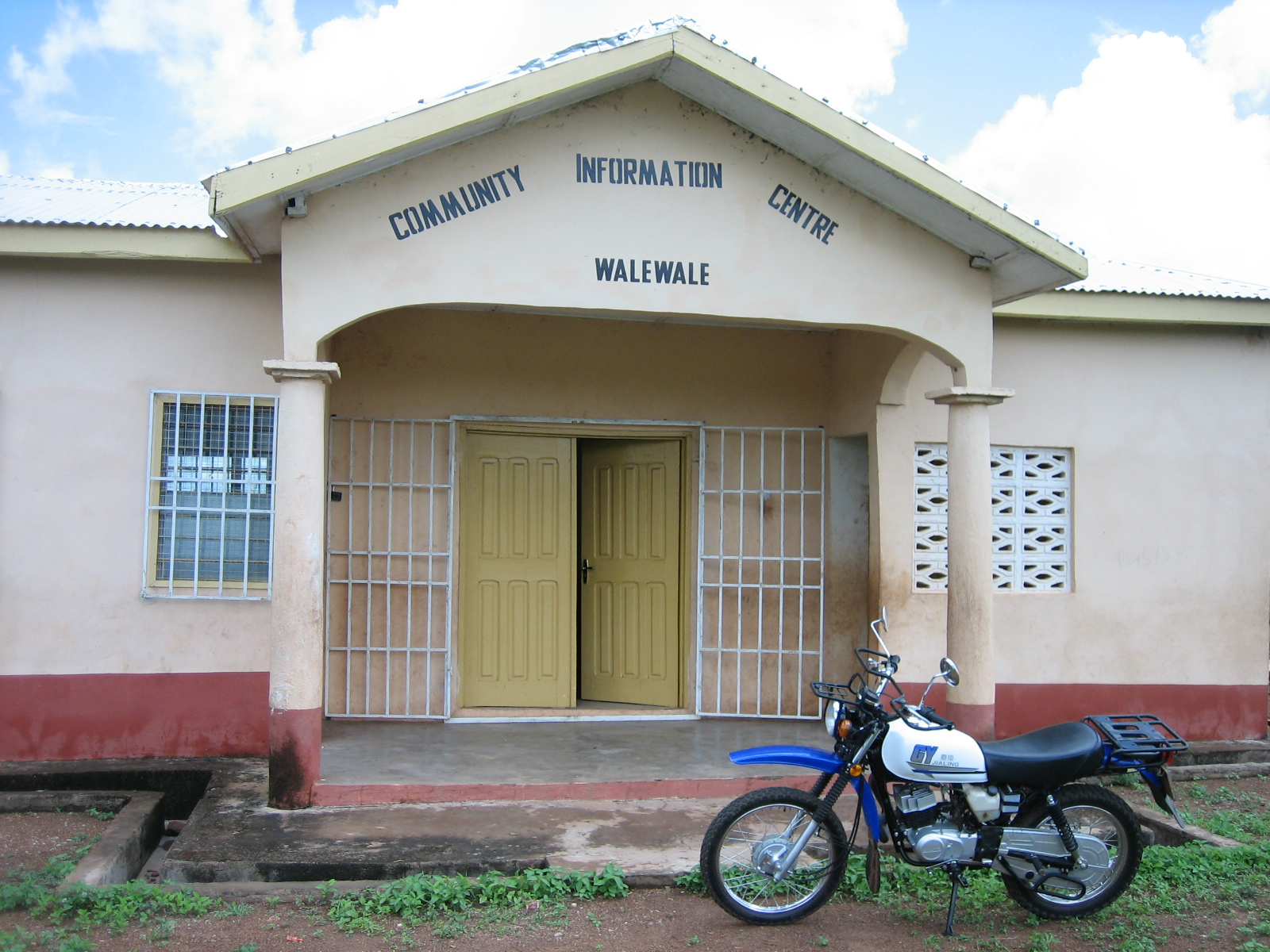
Informationskontor i Walewale.

Walewale är en ort i norra Ghana. Den är huvudort för distriktet West Mamprusi, och folkmängden uppgick till 18 580 invånare vid folkräkningen 2010.